# Andrzej Bodalski
Andrzej Bodalski – polski przedsiębiorca i samorządowiec, w latach 1989–1990 prezydent Otwocka. 

## Życiorys
Uzyskał wykształcenie pedagogiczne, pracował jako nauczyciel. Był właścicielem warsztatu naprawy samochodów. Działał w lokalnej PZPR, z ramienia której wszedł w 1988 w skład Miejskiej Rady Narodowej w Otwocku. Od listopada 1989 do czerwca 1990 sprawował urząd prezydenta Otwocka, ostatniego w epoce PRL.